# Шактизм

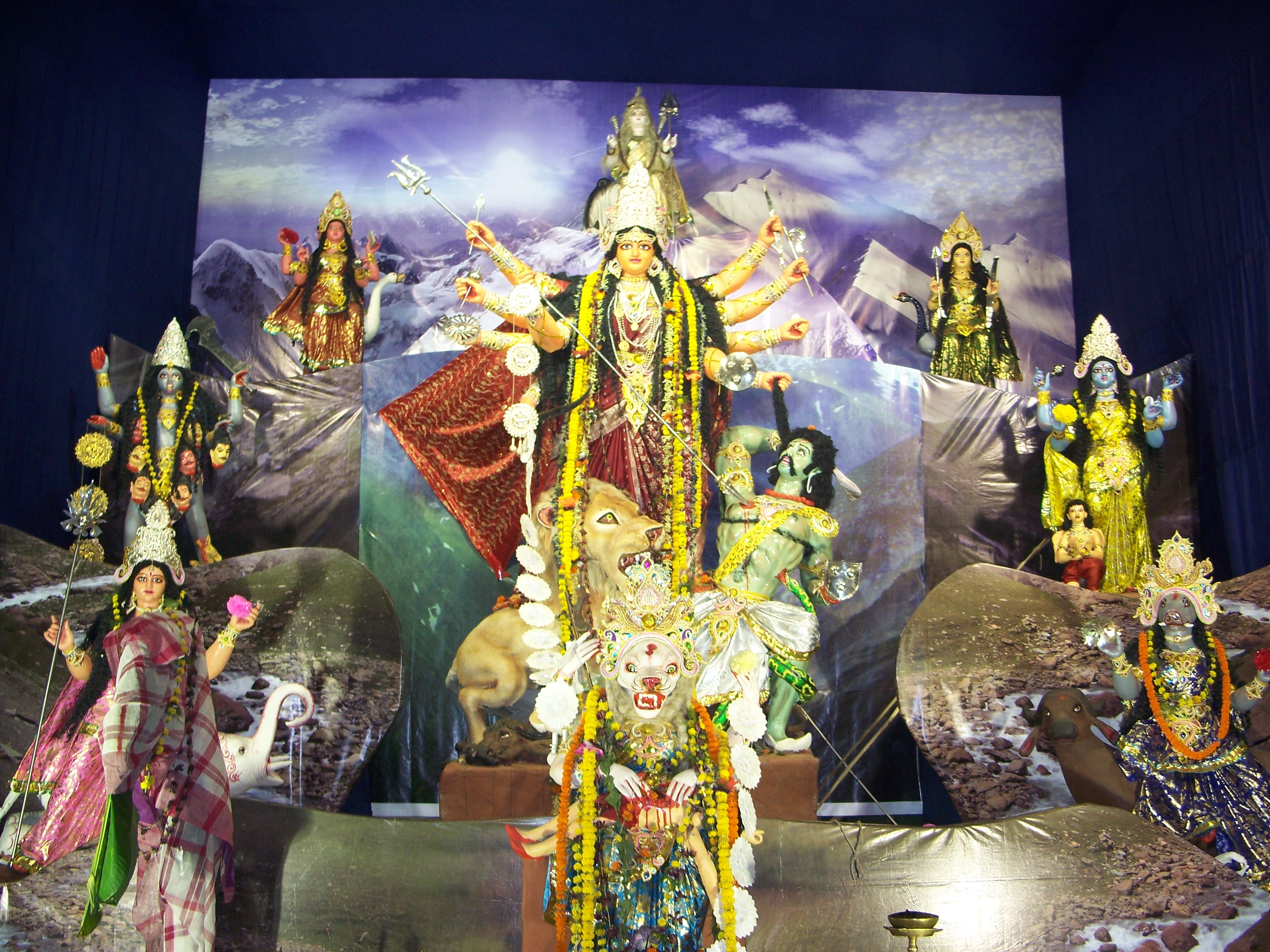
Дурга перемагає Махішасура. Поряд 7 матрік

Шактизм (санскр. शाक्तं, Śāktaṃ IAST, shaktism, дослівно «доктрина влади» або «доктрина богинь») — деномінація індуїзму, що зосереджується на поклонінні Шакті або Деві — божественій матері індуїзму — як найвищого божества. Ця деномінація є третьою за числом прихильників деномінацією після вайшнавізму і шайвізму.

## Історія
Більшість вчених вважають, що шанування жіночого начала відігравало центральну роль релігії Індської цивілізації (23-18 ст. до н. е.). У руїнах Хараппи та інших поселень, що відносяться до цієї цивілізації, археологи виявили безліч невеликих глиняних фігурок напівоголених жінок, в складному головному уборі і з оздобленими поясами на грудях, які вважаються ідолами богинь. Часто також жіноче божество зображується сидячим на гілках дерева ашваттха. Вважають, що подібна композиція символізує єднання чоловічого і жіночого начал, оскільки чоловіча приналежність ашваттхи виявляється однозначно. На зображеннях богиня також асоціюється з двома тваринами — з тигром (або тигрицею?) й буйволом. Асоціація тигра з жіночим божеством характерна і для індуїстської міфології, ваханою богині Дурги є тигр (або лев). В образі ж буйвола бачать чоловіче божество родючості, яке в пізнішому індуїзмі переходить в розряд демонічних істот і стає асуром Махіша, війна якого з Богинею описується в Деві-Махатмйі. Звідси і звичай приносити в жертву буйвола у дравідомовних народів.

## Особливості шактизму
Шактизм розглядає Деві (дослівно «богиня») як найвищу силу, Брахму, «одного без другого», разом з іншими традиційними ознаками божества. За традиційними обрядами, шактизм найбільш нагадує шайвізм. Однак послідовники шактизму — шакти (Śakta IAST, शक्त) зосереджуються перш за все на поклонінні Шакті, жіночому аспекту божества. Шива, його чоловічий аспект, вважається тимчасовим, а поклоніння йому вважається другорядним.
Найпоширеніше поклоніння десяти формам богині — Дашамахавідья. В західному світі поширений культ Діви Марії, ймовірно походженням пов'язаний із Деві Маріамман.
Коріння шактизму походять з давньої історії Індії. Найраніші зображення богині відносяться до поселень часів палеоліту і понад 22 тис. років тому, хоча її культ набув сили у Цивілізації долини Інду і протягом ведичного періоду, а пізніше розповсюдився разом з санскритською культурою. Вважається, що історія індуїзму багато в чому пов'язана з розвитком жіночого початку. Шакти (практикуючі шактизм) широко використовують тантру. У Рігведі згадується Шакті і Прітхві Мата (Земля Мати), яку також називають Дхра або Дхрітхі — «та, що тримає все», або Бхумі а також богині вод Апас, богиня ранкової зорі Ушас та її сестра Ратрі, богиня ночі.
У Ведичних писаннях згадується всеосяжна Адіті: Адіті — це небо, Адіті — це повітря, Адіті — це боги …,
Адіті — це Мати, Отець і Син, Адіті — це все, що буде народжено.
Риг Веда, I.89.10
«Адіті», — підсумовує Бхаттачарья, — «була найдавнішою матір'ю богів, яка початково характеризує ще темну Ведичну епоху».

## Основні божества

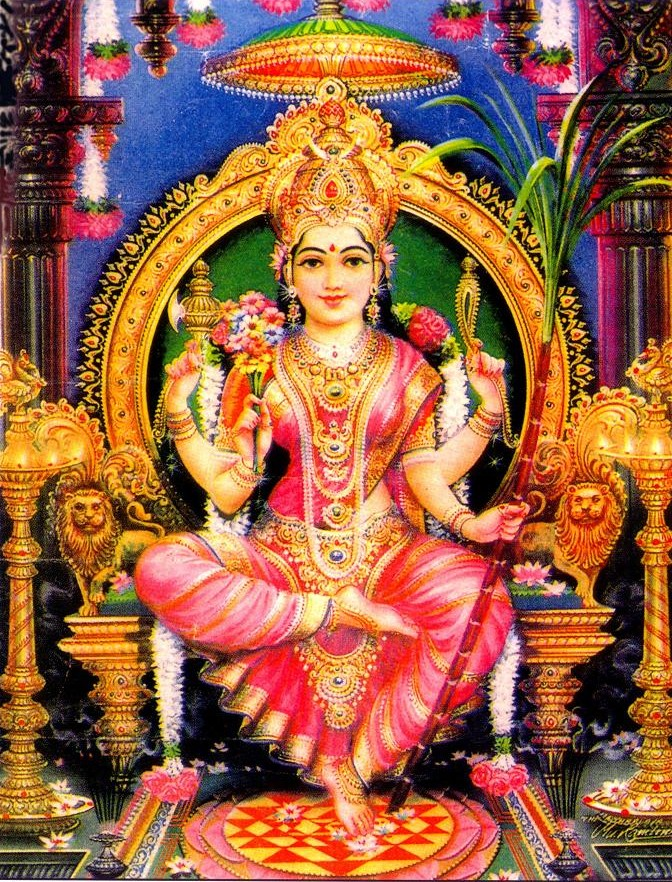
Шрі Лаліта-Трипурасундарі

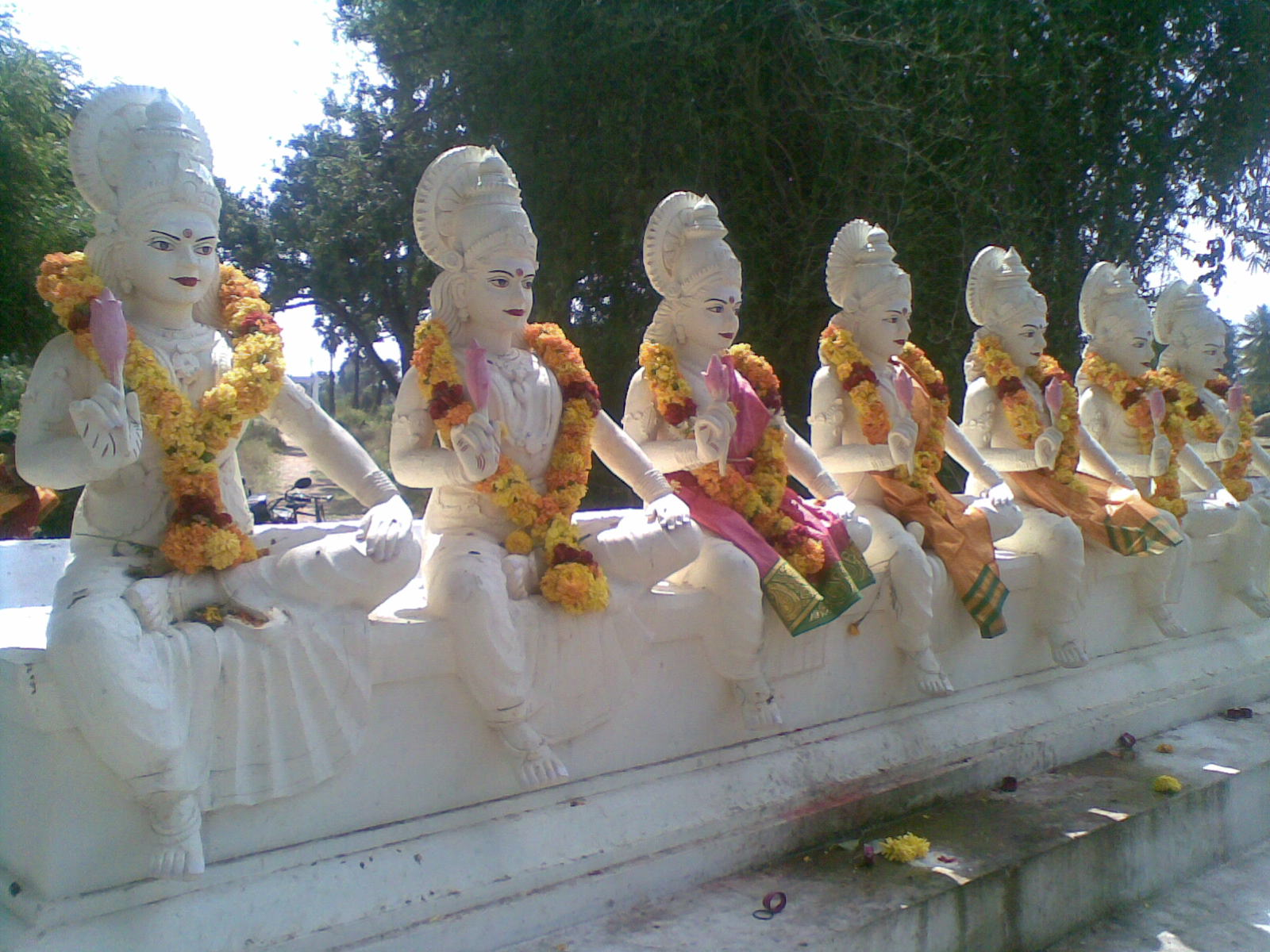
Саптаматріка, 7 богинь-матерів

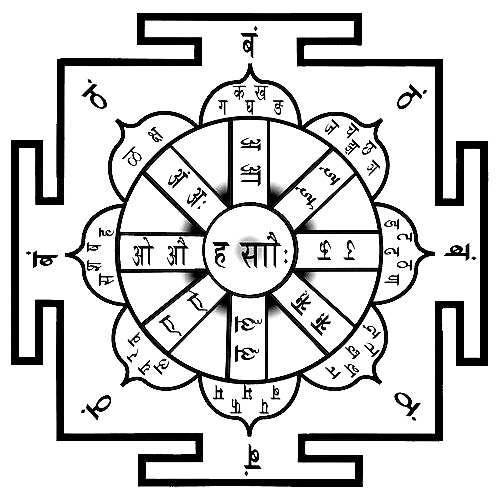
Янтра Аштаматріка, 8 матрік

Деві поклоняться у будь-якій з величезного числа форм, проте всі вони — різні аспекти однієї верховної богині.
Трідеві (санскр. : त्रिदेवी tridevi — три богині) — термін в індуїзмі, який об'єднує трьох богинь, трьох супутниць богів Тримурті:
- Сарасваті — богиня мудрості, знання ; дружина Брахми
- Лакшмі — богиня достатку, процвітання, багатства, успіху і щастя ; дружина Вішну
- Парваті (або Дурга) — богиня часу, влади, духовного усвідомлення ; дружина Шиви

У свято Наваратрі — «Дев'ять ночей» — «Богиня шанується в трьох формах: протягом перших трьох ночей, шанують Дурга, Лакшмі в четверту, п'яту і шосту ночі, і, нарешті, Сарасваті сьому, восьму і дев'яту ночі».
У шактизмі Трідеві вважаються початковими іпостасями Махашакті — Махасарасваті, Махалакшмі і Махакалі — проявленими у світ і дарованими богам Тримурті як їх шакті і подружжя.
Серед багатьох імен, що використовуються для позначення богині — Деві, Чандіка, Амбіка, Калі, і достаток інших — це легко забути, що Деві дійсно єдина. (Деві Махатмья), Деві показує: "Я одна тут у світі. Хто ж ще, крім мене ? " Після цього проголошення божественної єдності, який був названий mahāvākya вона пояснює, що всі [інші богині] всього лише проєкції її влади, як і всі інші форми. Імена благих форм: Парваті (санскр. पार्वती, pārvatī IAST «гірська»), Гаурі («Світла, Добра»), Тріпурасундарі («найпрекрасніша в трьох світах»), Лаліта] — «ігрива, яка грає», Бхавані («оживляюча»). У жорстокій формі Деві носить імена Калі («Чорна»), Шьяма, Чанді (Чанда, «Гнівна»), Дурга («Неприступна»), Бхайраві («Зловісна»).
Основною формою Деві поклоняються ішта — деві, опікунському божеству. Вибір цього божества може залежати від багатьох факторів, у тому числі сімейної традиції, регіональної практики, гуру лінії, особистий резонанс і так далі. Існують буквально тисячі з богині форм, багато з них пов'язані з конкретними храмами, географічних об'єктів або навіть окремих селах. Тим не менше, кілька вельми популярних форм богині, як відомо, і практично кожен жіноче божество в індуїзмі є вважається, що прояв одного або більше з цих « основних» форм. Найвідоміші благодійні богині популярного індуїзму відносяться:
- Аді Парашакті (Шрі Бхагаваті): Богиня, як оригінальне, початкове, трансцендентне джерело Всесвіту.
- Дурга (Амба, Амбіка): Богиня, як Махадеві, матеріальний прояв Верховного Божества (Брахман)
- Лакшмі (Шрі): Богиня Матеріальної реалізації (багатство, здоров'я, щастя, любов, краса, родючості і т. д.); супутниця (Шакті) Вішну
- Парваті (Гаурі, Ума): Богиня духовної реалізації (божественна любов; сагуна [тобто має матеріальні якості] форма Аді — Парашакті); супутниця (Шакті) Шиви, також аватара Парваті — Мінакші.
- Саті (Ума): Богиня подружніх відносин; супутниця (Аді-Шакті) Шиви в першому втіленні.
- Сарасваті: Богиня культурної реалізації (знання / освіта, музика, мистецтв і наук, і т. д.); чоловіка (Шакті) Брахми; ототожнюється з річкою Сарасваті
- Ямуна-деві: Богиня річки Ямуна,
- Ганга-деві: Богиня Божественної річки; ототожнюється з річкою Ганг
- Гаятрі-деві: Богиня, Мати мантр
- Сіта: Богиня, як подружжя Рами
- Радха: Богиня, як кохана Крішни
- Рукміні — головна дружина Крішни
- Субхадра — сестра Крішни
- Бху — друга супутниця Вішну

Дурга є скоріше загальна термінологія для богині — матері, в основному її божество поклоняються в храмі Бхагаваті або Махадеві. Узагальнений термін, використовуваний в храмах для поклоніння Богині Матері) і т. д. У тому, що більшість храмів для ведення обрядів себе певні форми Дурзі як божество, наприклад Храм Бхагаваті Каньякумарі знаходиться храм Дурга або Деві, але Санкальпа є те, що Деві Катьяяні. Будь-яка з Навадург вважається Санкальпою, поклоняючись Деві Дурга. Навадурга є Shailaputri, Brahmacharini, Chandraghanta, Kushmanda, Skandamata, Kathyayini, Kaalratri, Mahagauri, Siddhidaatri; ці форми Дурги для поклоніння.
Калі безпосередньо поклонялися як наприклад у вигляді Бхадракалі (Переклад: Махамайя Калі, «Бха» означає розведення або майя і «дра» є чудовою означає самий або наймогутніша) на півдні Індії і Маха Калі в Бенгалії.
Вараха-Пурана оповідає про 8 матрік (аштаматріка або аштаматара), які уособлюють вісім якостей, що руйнують людину. Йогешварі, яку закликала Шакті і сапта-матріки — сім божественних матерів, жіночі прояви богів.
- 1. Йогешварі — Кама, або Бажання.
- 2. Махешварі — Кродха, або Гнів.
- 3. Вайшнаві — Лобха, або Жадібність. (прояв Вішну)
- 4. Брахмані — Мада, або Гординя.
- 5. Каумарі — Моха, або Ілюзія.
- 6. Індрані — Матсарья, або Омана.
- 7. Чамунда — Пайсунья, або Брехня. (прояв Ями)
- 8. Варахі — Асуйя, або Заздрість

Також відома Камакші (санскр. Kamakshi — хтивоока), або Камакхья (Камакхья = з ім'ям Ками) — в індійській міфології ім'я однієї з форм Дурги (див.), дружини бога Шиви. Під цим ім'ям вона шанується в пн.-сх. частини Бенгалії і Ассамі. Камарупа є метою паломництва її шанувальників, це тіло бажань, священне місце Богині, що знаходиться в долині річки Брахмапутри, штат Ассам.
До неї близькою є Раті — богиня любові, плотського бажання, прагнення, пристрасті і сексуального задоволення. Зазвичай описана як дочка Праджапаті Дакші, Раті є жіночим аналогом, головною дружиною і помічником Ками (Камадева), бога кохання. Відповідно до відомого міфу, коли Шива спопелив Каму, Раті звернулася з благаннями до Парваті, і Шива відродив її чоловіка. Прийнявши вигляд смертної жінки, Раті виростила Каму (народженого в образі Прадьюмна, сина Крішни і Рукміні), потім відкрила йому зв'язують їх узи, знов стала його дружиною і народила від нього сина Аніруддха. Поряд з Камою, Раті займає важливе місце у відповідному культі. У Південній Індії проводяться особливі церемонії, під час яких виконується плач Раті по своєму чоловікові.
В Андхра-Прадеш вшановують богиню Ренуку, в західній Бенгалії — Джагадхатрі, інші форми богині — Періячі, Вішнудурга.
В Непалі поклоняються Кумарі Деві (Королівська Кумарі або Дівоча Богиня). У індуїстів вона вважається втіленням богині Таледжу Бхавані або юна іпостась Дурги. Верховний священнослужитель храму Таледжу щодня підносить їй молитви.  [Архівовано 4 січня 2014 у Wayback Machine.]

## Священні тексти
Культ Шакті можна знайти вже в Ріґведі, в таких її гімнах, як Деві-сукта, Шрі-сукта, Дурга-сукта, Бху-сукта і Ніла-сукта, хоча тут він не займає центрального положення. У цих гімнах Шакті вихваляється як велика сила, яка підтримує всесвіт.
Далі, в одній з «великих» Упанішад, Кена — упанішаді, про неї говориться як про Уму золотого кольору, дочку Хімават, царя Гімалаїв, яка розповідає про себе Індрі й іншим богам. Крім Кена — упанішади, є ще й особливі Упанішади, числом вісім: Тріпуратапіні — упанішад, Сита —, Деві —, Саубхагья — Лакшмі та ін.
Елементи шактизму присутні і в Рамаяні. З самої поеми випливає, що її головна героїня Сіта була спочатку богинею Землі. А богиня Землі, поряд з Лакшмі і Шрі (ці божества іноді розрізняються), виступає дружиною Вішну, втіленням якого є Рама, чоловік Сіти. У Рамаяні персоніфікуються річки Гангу і Сарасваті (II, 52, 85 — 91 та ін), а про Умі сказано, що вона більш прекрасна, ніж Шрі (VII, 42, 30). Згадуються чотири ведичні богині: Діті, Адіті, Шачі і Ратрі. Але не згадана жодна чисто шактістська богиня, за винятком Каліки (VI, 35, 28).
Але найбільший клас текстів, що містять інформацію про шактизм, складають тантри. Тантри діляться на три типи: агами, нігами і упатантри. Агами і нігами представляють із себе діалоги Шиви та його дружини на філософські теми, причому в Агама Шива повчає свою Шакті, а в нігама навпаки, Шакті повчає Шиву. Упатантри являють собою діалог Шиви або Шакті з яким-небудь міфологічним персонажем. За однією з традиційних класифікацій, звід тантричної літератури містить у собі 28 агам шиваїзму, 108 самхіт вішнуїзму (школа Панчатантра) і 64 тантри шактизму (насправді, число тантр і самхит набагато більше). Найважливіші серед тантр «Куларнава», «Маханірвана» і «Тантрараджа»
В даний час деякі тантри переведені з санскриту і видані, але багато існують тільки як рукописні тексти, дбайливо оберігаються шактистами і недоступні для вчених.
Крім вищезгаданих джерел, до літератури шактизму можна віднести «Лаліта — сахасранаму» («Тисяча імен богині Лаліти») — фрагмент з Брахманда — пурани, Бріхаддхарма —, Деві —, Девібхагавата-, Махабхагавата — і Каліка — пурани. До складу останньої входить «Махамайя — кальпа» — посібник з виконання шактістскіх обрядів поклоніння Богині — Матері (зокрема, там описується практика жертвоприношень тварин), а також численні твори з магії, йоги та ритуалу. Цікаву інформацію можна отримати з Сканда — пурани, Брахмавайварта — пурани, Падма — Пурани, Маркандея — Пурани (містить знамениту «Деві — Махатмйа»), Бріхаддхарма — пурани, з Махабхарати і Рамаяни. Так, на початку шостої книги Махабхарати — Бхішмапарви міститься гімн, виголошений Арджуною для Дурги перед початком великої битви за порадою Крішни.
Що стосується Девібхагавата — Пурани (надалі — ДБП), то вона містить у собі 18 тисяч шлок, розділених на 12 книг. ДБП служить джерелом найрізноманітніших відомостей з індуїстської традиції, переважає міфологічне оповідання, але багато інформації з географії, космології, філософії, йоги та ритуалу. Серцевиною пурани є що входить до складу сьомої книги (глави 31 — 40) Деві -Гіта, що є своєрідною шактійською версією Бхагавад -гіти і в стислій формі викладає основні положення шактизму.
Шактизм надихнув багато авторів санскритської літератури та індуїстської філософії, він зберігає значну популярність серед індусів і нині. «Деві-Бгагаватам» поряд з «Деві-Махатмья» і «Каліка-пураною», є найважливішим текстом індуїстської традиції шактизму. Прихильники течії мешкають по всій Індії та за її межами. Найбільшими школами деномінації є Шрікула («родина Шрі») в Південній Індії і Калікула («родина Калі») в Північні і Східній Індії.

## Зв'язок з вайшнавізмом
Згідно Махабхагавата-пурані (МБхП), одного разу Шива попросив виконати Калі одне своє бажання. Виявляється, він захотів, щоб він сам звернувся в жінку, а вона — в чоловіка. Калі погодилася, і тоді вони народилися на землі: Калі в образі Крішни, а Шива в образі Радхи.
При цьому втілення Калі в образі Крішни переслідувало дві мети:
1. Насолоджуватися любов'ю з Шивою,
2. Знищувати нечестивих царів.
У МБхП описуються любовні забави Крішни (Калі) і Радхи (Шиви), при цьому повідомляється, що на Аяну, законного чоловіка Радхи, відразу ж після одруження на ній Шива насилає чоловіче безсилля, і таким чином, любові Крішни і Радхі ніхто не заважає.
Така інверсія (зміна ролей) зустрічається ще раз у МБхП в міфі про переродження Калі як Парваті. Після загибелі Саті Шива в Камарупа віддається подвижництву, щоб знову знайти її в дружини (у традиційних версіях подвижництво здійснює богиня).
Тотожність Калі і Крішни прямо проголошують тантри. В " Тара — рахасйі " Шрі Брахмананда Гирі сказано: « Калан Калі Калай кЯ ^ iShNaH Калай gopAlakAlikA» («У калі- югу — Калі, в калі- югу — Крішна, в калі- югу — Гопала — Каліка»). Тодала (10.11) і Мундамала — тантри, зіставляючи десять Махавідья з десятьма втіленнями Вішну, співвідносять Калі з Крішною. Йоні- тантра каже, що Каліка прийняла образ Крішни, сховавши свою Йоні в павине перо на Його голові (Майура — Мукут). У тих тантричних школах, де Богиня шанувалася у формах Шрі- відйі, Крішна ототожнювався з Нею (наприклад, в Тантрараджа — тантрі, Шактісангама — тантрі і Курма — пурані). Цікаво, що розширений список з 22 аватар Вішну (Бхагават- пурана 1.3.6-25) має паралель — Рудра — Ямалу (77.70 — 72) перераховує 22 Махавідья (а в мула- мантрі Калі — 22 літери).
Незліченні форми Бхагаваті Калі існують всюди у всесвіті і шануються як шакті різних божеств і аватар (втілень) Ішвари (Бога). Парваті — деви говорить Шиві: «У Голокі (духовному світі Крішни) я — Шрі- Радха, у світі Вайкунтха (обитель Вішну) я — Камалатміка (Лакшмі), у світі Брахми я — Сарасваті, в обителі Шиви (Кайласа) я — Парваті, в Мітхіле я — Джанаки (Сита — деви), в Дваракі я — Рукміні (дружина Крішни)». (Мундамала — тантра)
Саммохана — тантра каже, що Дурга і Радха (улюблена подруга Крішни) — це форми єдиної Шакті, яка проявляє себе як Радха, Трігунатміка або Дурга (йад вайбхаван Махалакшмі Радха нітья парадвайя). У деяких тантрах вона ототожнюється з Вішну. У Брахманда — тантрі говориться: «віддані Вішну (вайшнави) медитують на неї, що має образ прекрасного темно -синього Крішни або з чотирма Вішну, улюбленого Богинею Лакшмі, чаруючого розум».
Шрі- Крішна (одна з найшанованіших аватар Вішну) описується в Шакті — тантрах як втілення Махашакті. У 34 -й главі Тантрараджа — тантри розповідається, що Деві явила себе в чоловічому образі (пумрупа) разом зі своїми шакті (вісім енергій, що символізують вісім містичних сил) у формі Крішни (Крішна- віграха) і його подруг гопі (пастушок).
Радха — тантра (гл.15) говорить, що «темне тіло Крішни є сама Калі, що пронизує весь світ (сваям калі Джаган — Майї)». У другому розділі цієї тантри вказується, що ім'я Крішни означає Тріпура — Бхайраві, яка є божеством (мантра — девата) пики — нама — мантри (відомої як Харе — Крішна- мантра).
У тантрах також йдеться, що Шрі — Крішна і Дурга — деви представляють єдине ціле і невідмінне один від одного: Йах Крішна Сайва Дурга сьят
йа Дурга Крішна овва сах
анайор антара — Дарші
сансаран на вімучьяте
«Крішна — це Дурга, Дурга — це Крішна, Той, хто бачить в них відмінність, не звільняється від сансари». (Гаутама — кальпа)
Згідно з ученням Шакті десять основних втілень (аватара) Вішну є різними формами (Махавідья) Бхагаваті Калі. «Тара Деві має форму Матсйа- аватари, Багаламукхі — це Курмамурті, Дхумаваті — це Вараха, Чхіннамаста — це форма Нрісімха, Бхуванешварі — Вамана, Матангі — Шрі- Рама, Тріпура — Джамадагні (Парашурама), Баладева — це Тріпурабхай — Раві, Будда — це форма Махалакшмі, Дурга — це Калкі -аватара, а сама Бхагаваті Калі має форму Крішни». (Тода — тантра 10.8-10)
Кожному світовому періоду відповідає одна з форм Калі: «У сатья -югу головною є Сундарі, в третаюгу — Бхуванешварі, в Двапара — Тара, в калі- югу відзначається Калі». (Мундамала — тантра 9.33)
Також у вайшнавів відомі культи Мохіні, жіночої форми Вішну, Рукміні, дружини Крішни, Субхадри — сестри Крішни, Тулсідеві, богині священного дерева, 9 Ґопі та ін.